# Crnajka
Crnajka (izvirno srbsko Црнајка) je naselje v Srbiji, ki upravno spada pod Občino Majdanpek; slednja pa je del Borskega upravnega okraja.

## Demografija
V naselju, katerega izvirno (srbsko-cirilično) ime je Црнајка, živi 914 polnoletnih prebivalcev, pri čemer je njihova povprečna starost 43,0 let (41,2 pri moških in 44,9 pri ženskah). Naselje ima 372 gospodinjstev, pri čemer je povprečno število članov na gospodinjstvo 2,95.
Prebivalstvo je večinoma nehomogeno, a v času zadnjih treh popisov je opazno zmanjšanje števila prebivalcev.
|  |

| Demografija | Demografija     | Demografija     |
| Leto        | Št. prebivalcev | Št. prebivalcev |
| ----------- | --------------- | --------------- |
|             |                 |                 |
|             |                 |                 |
|             |                 |                 |
|             |                 |                 |
| 1948        | 1413            |                 |
| 1953        | 1460            |                 |
| 1961        | 1554            |                 |
| 1971        | 1343            |                 |
| 1981        | 1330            |                 |
| 1991        | 1256            | 1238            |
| 2002        | 1144            | 1099            |
|             |                 |                 |

| Etnična sestava po popisu iz leta 2002 | Etnična sestava po popisu iz leta 2002 | Etnična sestava po popisu iz leta 2002 | Etnična sestava po popisu iz leta 2002 | Etnična sestava po popisu iz leta 2002 |
| -------------------------------------- | -------------------------------------- | -------------------------------------- | -------------------------------------- | -------------------------------------- |
| Srbi                                   | Srbi                                   |                                        | 703                                    | 63,96%                                 |
| Vlahi                                  | Vlahi                                  |                                        | 312                                    | 28,38%                                 |
| Romuni                                 | Romuni                                 |                                        | 8                                      | 0,72%                                  |
| Jugoslovani                            | Jugoslovani                            |                                        | 5                                      | 0,45%                                  |
| Črnogorci                              | Črnogorci                              |                                        | 3                                      | 0,27%                                  |
| Makedonci                              | Makedonci                              |                                        | 1                                      | 0,09%                                  |
| Bolgari                                | Bolgari                                |                                        | 1                                      | 0,09%                                  |
| Neznano                                | Neznano                                |                                        | 7                                      | 0,63%                                  |